# Kniefall von Warschau
Kniefall von Warschau (knæfaldet i Warszawa) var en gestus af daværende socialdemokratiske kansler Willy Brandt til minde for ofrene for ghettooprøret i Warszawa under 2. verdenskrig.
Begivenheden fandt sted 7. december 1970, dagen hvor Warszawa-traktaten blev underskrevet af Polen og Vesttyskland, hvorved Vesttyskland gav afkald på fremtidige grænsekrav over for Polen. Traktakten var et led i den vesttyske udenrigspolitik "Ostpolitik", som havde til formål at opnå forsoning og tilnærmelse mellem Vesttyskland og Østblokken.